# Cardioptera parva
Cardioptera parva är en bönsyrseart som beskrevs av Max Beier 1942. Cardioptera parva ingår i släktet Cardioptera och familjen Mantidae. Inga underarter finns listade i Catalogue of Life.